# Motorola Exorset 30
Motorola EXORSET 30 (EXORSET 30) је професионални рачунар, производ фирме Motorola који је почео да се израђује у САД током 1982. године.
Користио је Motorola 6809 као централни микропроцесор а РАМ меморија рачунара EXORSET 30 је имала капацитет од 48 KB. 
Као оперативни систем кориштен је XDOS.

## Детаљни подаци
Детаљнији подаци о рачунару EXORSET 30 су дати у табели испод.
|                       |                                                             |
| [ 1 ]                 |                                                             |
| Произвођач            |                                                             |
| Тип                   | професионални рачунар                                       |
| Меморија              | 48                                                          |
| Поријекло             | Сједињене Америчке Државе                                   |
| Година                | 1982                                                        |
| Тастатура             | тастатура са пуним помаком тастера са 16 функцијска тастера |
| Процесор              |                                                             |
| Фреквенција процесора | 4                                                           |
| RAM                   | 48                                                          |
| ROM                   | непознато                                                   |
| Текст                 | 40 x 16, 40 x 25, 80 x 22                                   |
| Графика               | 320 x 256                                                   |
| Боја                  | монохром                                                    |
| Звук                  | непознато                                                   |
| Димензије             | 40 x 30 x 6,5                                               |
| Портови               |                                                             |
| Оперативни систем     |                                                             |